# Антанамбао
Антанамбао (на малгашки: Antanambao) е община (каоминина) в Мадагаскар, провинция Антанариву, регион Вакинанкарача, окръг Анцирабе II. Населението на общината през 2001 година е 21 153 души.